# Aeroporto di San-Pédro
L'aeroporto di San-Pédro (in francese Aéroport de San-Pedro) è un aeroporto che serve l'omonima città ivoriana.